# Kanton Agen-1
Der Kanton Agen-1 ist seit 1801 ein französischer Wahlkreis im Arrondissement Agen, im Département Lot-et-Garonne und in der Region Nouvelle-Aquitaine; sein Hauptort ist Agen. 

## Gemeinden
Der Kanton besteht aus vier Gemeinden und Gemeindeteilen mit insgesamt 16.751 Einwohnern (Stand: 1. Januar 2022) auf einer Gesamtfläche von 62,85 km²:
| Gemeinde      | Einwohner 1. Januar 2022 | Fläche km² | Dichte Einw./km² | Code INSEE | Postleitzahl |
| ------------- | ------------------------ | ---------- | ---------------- | ---------- | ------------ |
| Agen          | 6.079                    | 2,69       | 2.260            | 47001      | 47000        |
| Bajamont      | 1.000                    | 12,20      | 82               | 47019      | 47480        |
| Foulayronnes  | 5.480                    | 28,86      | 190              | 47100      | 47510        |
| Pont-du-Casse | 4.192                    | 19,10      | 219              | 47209      | 47480        |
| Kanton Agen-1 | 16.751                   | 62,85      | 267              | 4701       | –            |

1. ↑   Nur der nördliche Teil der Gemeinde, der Rest verteilt sich auf die Kantone Agen-2, Agen-3 und Agen-4.